# RWD-8
Die RWD-8 ist ein polnisches Mehrzweckflugzeug der 1930er-Jahre und das mit Abstand in den größten Stückzahlen gebaute Modell von RWD. Neben dem zivilen und militärischen Einsatz im eigenen Land wurde es auch in mehrere Länder exportiert und in Ungarn und Jugoslawien in Lizenz gebaut.

## Entwicklung
Die RWD-8 wurde ab Ende 1931 in den von RWD genutzten Werkstätten der Technischen Universität Warschau entwickelt. Der Prototyp wurde im folgenden Jahr fertiggestellt und absolvierte seinen Erstflug mit Pilot A. Szarka 1933, wobei dieses Datum von anderen Quellen auf Ende 1932 gelegt wird. Als Antrieb diente ein Cirrus Hermes II mit 86 kW (117 PS), der aber bei den Serienmodellen durch andere Motoren ersetzt wurde, hauptsächlich durch die von PZL gebaute polnische Lizenz des tschechischen Walter Junior. Die Erprobung ergab hervorragende Leistungen und so begann bei RWD die Produktion der RWD-8 als Sport- und Schulflugzeug für die einheimischen Fliegerklubs, die bis 1937 lief und etwa 100 Stück umfasste. Am 24./25. Mai 1933 nahm der Prototyp am internationalen Warschauer Flugmeeting teil, wo die polnische Armee, die bereits seit 1931/32 auf der Suche nach einem leichten Aufklärungs- und Verbindungsflugzeug war, auf ihn aufmerksam wurde. Die vorher dafür vorgesehenen Modelle PZL-5 und PWS-8 waren von den Luftstreitkräften abgelehnt worden und so wurde nun entschieden, die RWD-8 für diese Rolle zu beschaffen. Der nachfolgend vergebene Großauftrag überstieg aber bei weitem die Kapazitäten von RWD und so wurde die Produktionslizenz an PWS in Podlaska vergeben, wo von 1934 bis 1938 der an die Armee gelieferte Großteil aller gebauten RWD-8, etwa 500 Stück, entstand, während RWD in Warschau weiterhin für den zivilen Bereich produzierte.

## Einsatz

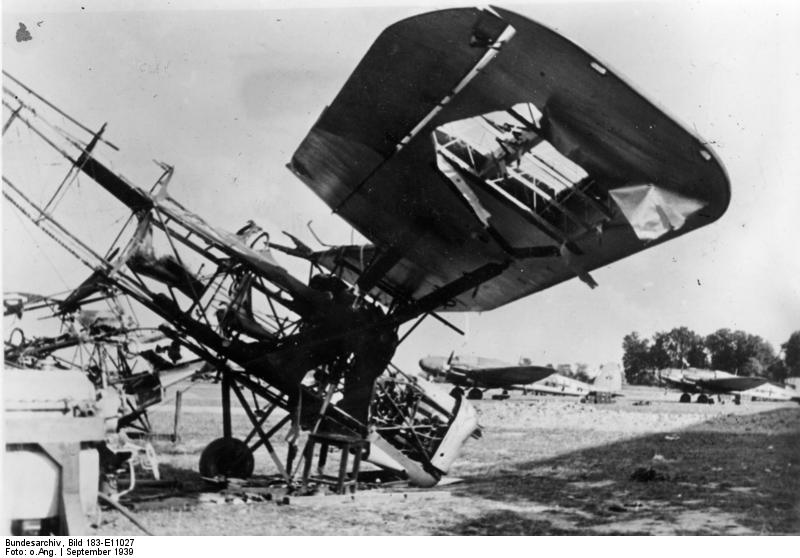
Während des Überfalls auf Polen zerstörte RWD-8 (1939)

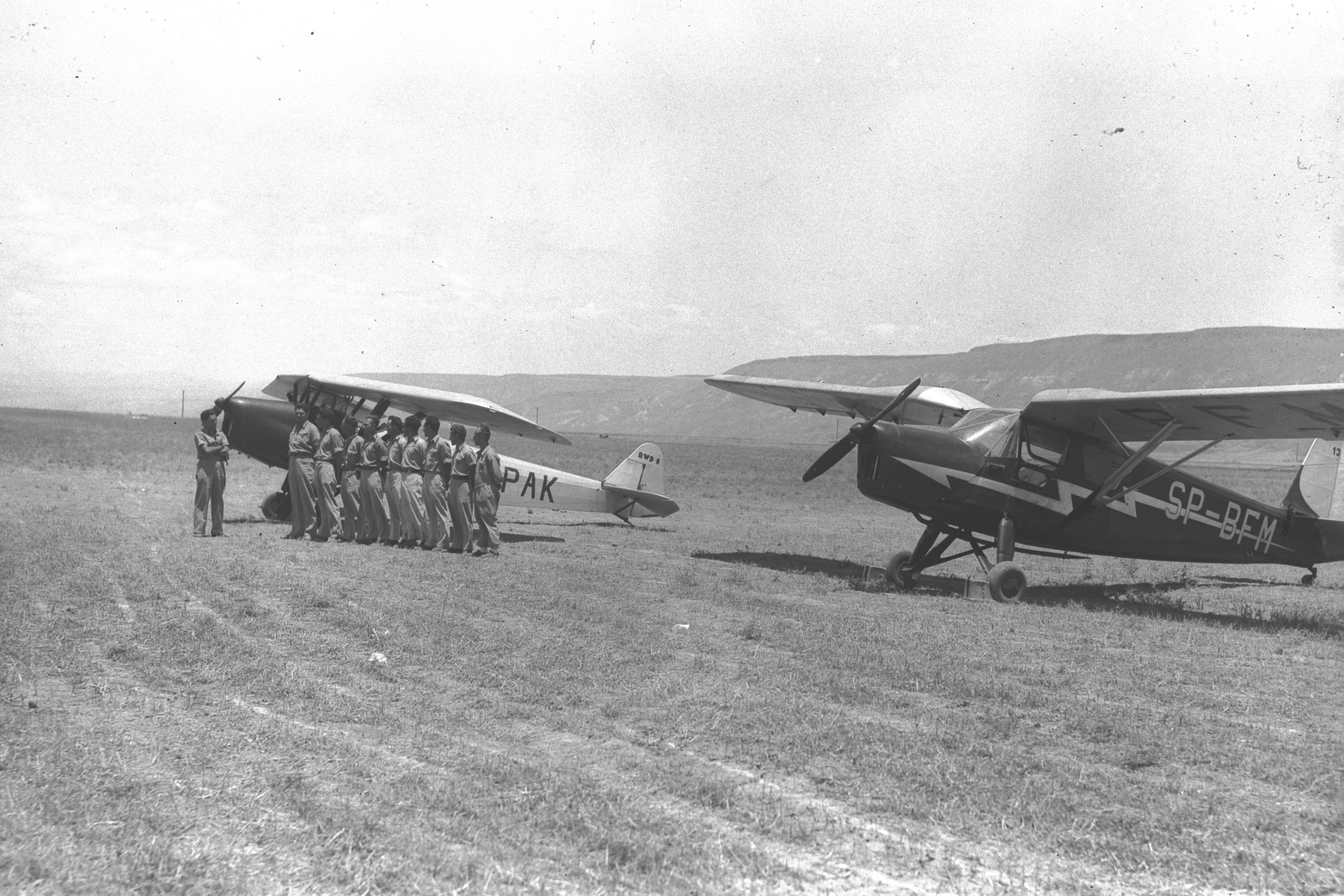
Pilotenausbildung mit RWD-8 (links) und RWD-13 (rechts) in Afikim/Palästina (1938)

Die RWD-8 war in den 1930er-Jahren ein im zivilen Bereich, speziell in den Fliegerklubs, vielseitig eingesetzter Flugzeugtyp, der auch häufig bei Flugvorführungen und Sportveranstaltungen zum Einsatz kam. Zwischen 1935 und 1939 wurden auf diesem Typ etwa 1500 Flugzeugführer ausgebildet. Ebenso vielfältig waren die Verwendungsmöglichkeiten bei den Luftstreitkräften als Trainer, Nahaufklärer und Verbindungsflieger. Nach dem deutschen Überfall auf Polen wurden in der Rolle als Störflugzeug von RWD-8 aus Handgranaten und andere leichte Sprengkörper auf vorrückende gegnerische Truppen abgeworfen. Bei der sich abzeichnenden polnischen Niederlage wurden viele Flugzeuge in andere Länder überflogen, um sie dem deutschen Zugriff zu entziehen. 57 RWD-8 gelangten solchermaßen nach Rumänien und 40 nach Ungarn. Die von Deutschland und der Sowjetunion erbeuteten Exemplare wurden in deren Luftstreitkräften als Schulflugzeuge weiterhin genutzt.
Eine bekannte Nutzung von RWD-8 erfolgte von der im März 1938 gegründeten und in Palästina ansässigen hebräischen Firma Aviron, die 1938/39 neben zwei RWD-13 und einer RWD-15 noch drei RWD-8 mit den Kennzeichen VQ–PAG, VQ–PAK und SP–BLL zur Pilotenausbildung und zum Aufbau eines Kommunikationsnetzes zwischen den entfernt liegenden einzelnen Siedlungen nutzte.

## Aufbau
Die RWD-8 ist ein abgestrebter Hochdecker in Gemischtbauweise. Der Rumpf besteht aus einem Stahlrohrgerüst mit Sperrholzverkleidung im oberen und vorderen Bereich und Stoffbespannung im übrigen. Die offenen Pilotenkabinen sind mit zwei hintereinander liegenden Sitzen und Doppelsteuerung ausgerüstet. Der dreiteilige, gepfeilte Tragflügel besitzt zwei Holme, V-Streben hin zum Rumpf und besteht wie das abgestrebte Normalleitwerk aus einem Holzgerüst mit Sperrholzbeplankung. Tragflügelmittelstück und Rumpf sind in Baldachinbauweise mit I-Stielen miteinander verbunden. Die Ruder sind stoffbespannt. Das starre Fahrwerk besteht aus den ölpneumatisch gefederten, nicht mit einer Achse verbundenen Haupträdern und einem Schleifsporn am Heck.

## Militärische Nutzer
Deutsches ReichLuftwaffe einige Exemplare
 IsraelIsraelische Luftstreitkräfte
 JugoslawienJugoslawische Luftstreitkräfte
 LettlandLettische Luftstreitkräfte 20 Exemplare nach der Besetzung Polens
 PolenPolnische Luftstreitkräfte
 RumänienRumänische Luftstreitkräfte
 SpanienSpanische Luftstreitkräfte 1 Exemplar
 UngarnKöniglich Ungarische Luftstreitkräfte

## Technische Daten

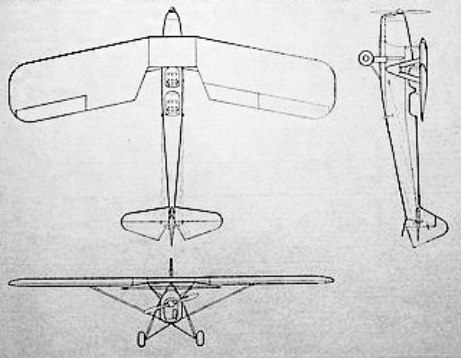
Dreiseitenansicht

| Kenngröße              | Daten (RWD-8 mit PZL Junior)            | Daten (RWD-8 mit Walter Major)            |
| ---------------------- | --------------------------------------- | ----------------------------------------- |
| Besatzung              | 1–2                                     | 1–2                                       |
| Spannweite             | 11,00 m                                 | 11,00 m                                   |
| Länge                  | 8,00 m                                  | 8,00 m                                    |
| Höhe                   | 2,30 m                                  | 2,30 m                                    |
| Flügelfläche           | 19,50 m²                                | 19,50 m²                                  |
| Flügelstreckung        | 6,2                                     | 6,2                                       |
| Leermasse              | 500 kg                                  | 480 kg                                    |
| Startmasse             | 750 kg                                  | 750 kg                                    |
| Triebwerke             | ein Vierzylinder-Reihenmotor PZL Junior | ein Vierzylinder-Reihenmotor Walter Major |
| Leistung               | 80 kW (109 PS)                          | 89 kW (121 PS)                            |
| Höchstgeschwindigkeit  | 170 km/h                                | 175 km/h                                  |
| Reisegeschwindigkeit   | 120–140 km/h                            | k. A.                                     |
| Mindestgeschwindigkeit | 80 km/h                                 | k. A.                                     |
| Gipfelhöhe             | 4200 m                                  | 5000 m                                    |
| Reichweite             | 435 km                                  | 435 km                                    |